# Atletica leggera ai Giochi della XXVI Olimpiade - 400 metri ostacoli maschili

Video della Finale

I 400 metri ostacoli hanno fatto parte del programma di atletica leggera maschile ai Giochi della XXVI Olimpiade. La competizione si è svolta nei giorni 29 luglio-1º agosto 1996 allo Stadio Olimpico del Centenario di Atlanta.

## Presenze ed assenze dei campioni in carica
| Competizione         | Atleta             | Prestazione | Atlanta 1996 |
| -------------------- | ------------------ | ----------- | ------------ |
| Olimpiadi 1992       | Kevin Young        | 46”78       | Presente     |
| Commonwealth 1994    | Samuel Matete      | 48”67       | Presente     |
| Goodwill Games 1994  | Derrick Adkins     | 47”86       | Presente     |
| Europei 1994         | Oleg Tverdokhleb   | 48”06       | Assente      |
| Coppa del mondo 1994 | Samuel Matete      | 48”77       | Presente     |
| Asiatici 1994        | Shunji Karube      | 49”13       | Presente     |
| Panamericani 1995    | Eronilde de Araújo | 49”29       | Presente     |
| Mondiali 1995        | Derrick Adkins     | 47”98       | Presente     |
|                      |                    |             |              |
| Mondiali junior 1992 | Ashraf Saber       | 50”02       | Presente     |

1. ↑  Sotto la bandiera della Zambia.

## La gara
Samuel Matete corre la più veloce batteria di sempre: 48"21. Sia Fabrizio Mori che Laurent Ottoz passano i Quarti.

Nella prima semifinale, vinta da Derrick Adkins in 47"76, Mori si qualifica arrivando terzo. Sbaglia totalmente gara il vincitore dei Trials USA, Bryan Bronson, che arriva ultimo.

Nella seconda serie, vinta da Calvin Davis in 47"91, Ottoz, sesto, non ce la fa. Davanti a lui il giamaicano Neil Gardner stabilisce un record: con 48"30 è il più veloce di sempre ad essere eliminato in semifinale.
Gli americani sono favoriti per la finale; il loro pericolo numero uno è lo zambiano Samuel Matete, che appare in gran forma.

La gara è controllata completamente da Adkins che dalla sesta corsia tiene sempre d'occhio Davis e Matete (in prima). L'americano vince staccando l'africano di due decimi.

La lotta per il bronzo è serrata: Davis riesce a passare Sven Nylander rimontandolo negli ultimi metri. Mori conclude in sesta posizione, vicinissimo al suo primato personale.
Sven Nylander, trentaquattrenne, replica il quarto posto ottenuto alle Olimpiadi di Los Angeles 1984.

## Risultati

### Turni eliminatori
| 7 Batterie   | 29 luglio | 55 partenti   | Si qualificano i primi 2 più i due migliori tempi. |
| 2 Semifinali | 31 luglio | 8 + 8         | Si qualificano i primi 4.                          |
| Finale       | 1º agosto | 8 concorrenti |                                                    |

### Finale
| Pos | Paese       | Atleta             | Tempo |
| --- | ----------- | ------------------ | ----- |
|     | Stati Uniti | Derrick Adkins     | 47"54 |
|     | Zambia      | Samuel Matete      | 47"78 |
|     | Stati Uniti | Calvin Davis       | 47"96 |
| 4   | Svezia      | Sven Nylander      | 47"98 |
| 5   | Australia   | Rohan Robinson     | 48"30 |
| 6   | Italia      | Fabrizio Mori      | 48"41 |
| 7   | Brasile     | Everson Teixeira   | 48"57 |
| 8   | Brasile     | Eronilde de Araújo | 48"78 |